# Turmhügel Winkl
Der Turmhügel Winkl ist eine abgegangene spätmittelalterliche Wasserburg vom Typus einer Turmhügelburg (Motte) am nordwestlichen Ortsrand von Winkl bei Grabenstätt, westlich der Straße nach Grabenstätt im Landkreis Traunstein in Bayern. Heute ist die Stelle als Bodendenkmal D-1-8141-0034 „Wasserburgstall des späten Mittelalters und der frühen Neuzeit („Sitz Winkl“)“ vom Bayerischen Landesamt für Denkmalpflege erfasst.
Von der ehemaligen Mottenanlage ist noch der Turmhügel mit einem Wassergraben erhalten, um den an drei Seiten ein zweiter Graben vorgelagert ist. Unmittelbar südlich liegt das frühneuzeitliche Schloss Winkl.